# Винден (Пфальц)
Винден (нем. Winden) — община в Германии, в земле Рейнланд-Пфальц.
Входит в состав района Гермерсхайм. Подчиняется управлению Кандель. Население составляет 1074 человека (на 31 декабря 2010 года). Занимает площадь 3,21 км².